# Receptor de glutamato
Receptores de glutamato são uma classe de moléculas que recebem o principal neurotransmissor que estimula o cérebro, o glutamato. Estas proteínas são classificadas em duas famílias: os receptores ionotrópicos e metabotrópicos. Existem três famílias de receptores ionotrópicos de glutamato, que agem como canais de cátions: os receptores de N-metil-D-aspartato (NMDA), os de alfa-amino-3-hidroxi-metil-5-4-isoxazolpropiónico (AMPA) e os de cainato (receptores de cainato). Já os receptores metabotrópicos são acoplados a proteínas G, e modificam a resposta dos canais de membrana e as concentrações de segundos mensageiros como o diacilglicerol ou cAMP.